# Курды в Азербайджане
Курды в Азербайджане (азерб. Azərbaycan kürdləri, курд. Kurdên Azerbaycanê) — часть курдского этноса, издавно проживающая на территории современной Азербайджанской Республики. Вплоть до Карабахского конфликта курды традиционно проживали на западе Азербайджана.

## Появление курдского населения
Появление курдов в Закавказье происходило в разные периоды. Впервые массово курды достигли Южного Кавказа в первой половине X века через соседний Азербайджан, лежащий к югу от Аракса. Со временем они распространились в Муганской равнине в долине Куры. Так, например, арабский историк X века Масуди сообщает, что в области Байлакана были расселены иранские племена, в том числе курдские. Известно, что в 970—1075 годах в Гяндже и его окрестностях, на части исторического Аррана, правила курдская по происхождению династия Шеддадидов, являвшейся наиболее сильной курдской династией Закавказья. До конца X века они стали доминирующим населением на некоторой части прикаспийской низменности. В этой области курдское доминирование, вероятно, сохранилась и в определённый период после сельджукского завоевания 1075 года. Некоторая часть проникших на Южный Кавказ тюркских племён принимали курдский язык и обычаи и подверглись ассимиляции курдским большинством. Через несколько десятилетий, с увеличением тюркских миграции, наблюдается обратный процесс — тюркизация курдов.
Как указывал В. Минорский, раннее курдское присутствие особенно на равнинной области Барды, подтверждается многочисленными топонимами.  
На службе у ширваншаха Фарибурза I (XI век) состоял Масуд ибн Намдар, курд по происхождению, являющий автором исторического источника на арабском языке — «Сборник рассказов, писем, стихов». Курдянкой из знатного рода была мать уроженца Гянджи — Низами Гянджеви, являющегося классиком персидской поэзии.
По мнению А. Букшпана, курдские группы из курдских районов Персии и Турции переселились на территорию бывшей Елизаветпольской губернии для защиты пограничных областей, либо для укрепления завоёванных и отдалённых районов. В. Шнирельман утверждает, что персидские шахи из династии Сефевидов переселяли курдские племена в район, расположенный между Нагорным Карабахом и Зангезуром, пытаясь тем самым ослабить армянских меликов нагорной части Карабаха путём отделения их от основных армянских территорий. Г. Чурсин приурочивал заселение курдов к эпохе правления шаха Аббаса I.
С. Ашурбейли рассматривала селения Кюрдиван и Кюрдмаши (Исмаиллинский район), Кюрдаханы на Апшероне и город Кюрдамир как свидетельство поселения курдов. То же самое по с. Кюрдиван считал В. Ф. Минорский, но при этом он высказал мысль, что эти курды могли быть остатком со времён ганджинских Шеддадидов.
Из Ирана в высокогорные и предгорные районы Азербайджана основная масса курдского населения переселялась с начала XIX века вплоть до советизации Закавказья.

### Возникновение курдских селений
Основателями с. Нижний Шуртан (Кельбаджарский район) стали курды из с. Мирик (Лачинский район). По преданию сюда первоначально пришли и здесь обосновались братья Хют и Нагы вместе со своими семьями и близкими родственниками.
Появление с. Зейлик связано с курдами, предки которых бежали во время второй русско-персидской войны в Армению, а в начале XX века переселились в Кельбаджарский район. По легенде, из трёх братьев, которые пришли сюда, один остался в Кельбаджаре, а два других двинулись дальше в горы. Вначале они обосновались в с. Зар, а затем, по причине отсутствия воды, переселились к горной речке Зейликчай, вдоль которой основали с. Зейлик.
Селения Оруджлу и Агджакенд (Кельбаджарский район) были основаны курдами из селений Агджакенд и Минкенд (Лачинский район). Первое получило своё название по имени своего основателя, последнее — по имени курдской красавицы.
Отдельные курдские семьи переезжали из Армении в Азербайджан. Например, курдские переселенцы из Шаруро-Даралагезского уезда Эриванской губернии в 1888 году обосновались в с. Кара-Кишлаг, а приблизительно в 1920-х годах небольшая часть курдов во главе с братьями Ходо и Аббасом ушли отсюда на поиски лучших земель и основали недалеко от прежнего места обитания с. Каракишиш. В тот же период отдельные группы курдов переехали в Армению и обосновались в районах с азербайджанским населением.

## История

### До XIX века
В 1066 году, во время вторжения тюрок-огузов в Ширван, они ограбили кочевья (хилал) курдов. С XVI века мелкие курдские племена, наряду с азербайджанскими, входили в племенные объединения «Игирми-дорт» (азерб. двадцать четыре) в округе Берда' и «отуз-ики» (азерб. тридцать два) в районе Карабахской степи. По свидетельству курдского историка этого периода Шараф-хана Битлиси «…двадцать четыре курдских рода проживают в Арранском Карабаге и известны под общим названием игирмидорт». Это были наименее известные племена и по замечанию Франсуа Бернара они входили в группу небольших курдских племен.
Во время османо-персидских войн османский военачальник Ферхад-паша в 1587/1588 году выступил в поход, чтобы вернуть Гянджу и Барду. По сведениям Шараф-хана Битлиси он, покорив этот район, изгнал каджаров, двадцать четыре курдских племени «игирми дёрт» (ﺍﻳﮕﺮﻣﯽ ﺪﻮﺮﺖ) и туркоманов. Франсуа Бернар отмечал, что «двадцать четыре курдских племени, известных под тюркским названием ﺍﻳﮕﺮﻣﯽ ﺪﻮﺮﺖ или двадцать четыре были прикреплены ко времени Шереф-ед-дина к Карабаху, ныне зависимому от русской империи».
При османской оккупации в качестве тимара феодалам из курдского племени махмуди были переданы Ордубад и Шарур. В «Тазкират ал-мулюк» («Памятная записка для царей») упомянут Агдаш, как отдельная улька курдского племени чамишкизек.
П. Г. Бутков сообщает о принявших российское подданство курдах в Муганской степи: «кочующие на Моганской степи курды и шайсеваны зимою приходящие в землю сальянскую со своими стадами, в 1728 году поддались в подданство России… были в то время смирны, питались от скотоводства и кочевали в кибитках».
В высокогорные и предгорные районы Азербайджана основная масса курдов переселялась из Ирана с начала XIX века. Находясь в рядах Шекинской конницы курды-думбули в 1806 году участвовали вместе с русскими войсками в овладении Кубинским ханством, а летом 1812 года содействовали отражению нападения персидских войск на земли Шекинского ханства. В 1807 году курдский предводитель рода Махмед Сефи-султан со своим родом, включавшим 600 семейств, перешёл русско-персидскую границу и обосновался в Карабахском ханстве. В ноябре 1816 года 1000 семейств чалабианских курдов просили русские военные власти разрешить им перейти в Карабах.

### Во время Русской революции и гражданской войны
Некоторые этнические курды занимали видные посты в правительстве Азербайджанской Демократической Республики (например министр просвещения и вероисповеданий Нурмамед-бек Шахсуваров). Вместе с тем на территории Азербайджана действовали революционеры из числа курдской национальности (Чингиз Ильдрым, Аббас Султанов, Али Амирасланов и др.). Курды также находились в составе партизанского отряда А. Шадлинского «Красный табор».
В 1919—1920-х годах на территории Карабаха, Зангезура и Нахичевани происходили армяно-азербайджанские вооружённые столкновения. В качестве заслона со стороны Армении Военное министерство выработало проект создания «азербайджанских казаков» из курдского населения Карабаха. Вдохновителем этой идеи стал Карабахский генерал-губернатор Хосров-бек Султанов.
В соответствии с утверждённым положением об отбывании воинской повинности курдским населением, им надлежало нести воинскую службу в курдских частях, расположенных в Зангезурском уезде. В азербайджанской армии в составе 1-й пехотной дивизии был сформирован батальон курдских стрелков (командир — штабс-капитан Юнис Шакаров), а в кавалерийской дивизии — курдский конный дивизион (командир — ротмистр Селим-бек Султанов). Эти части, согласно положению, в военное время могли быть отправлены и за пределы Карабаха. При военном училище был создан курдский отдел для подготовки офицерского состава в курдские части. Срок службы в этих частях устанавливался в 2 года.
Основная масса курдов-крестьян в селениях Мулла Ахмедли, Каракышлак, Минкенд, Гаракешиш, Забуг, Абдалляр и других к моменту установления Советской власти в Азербайджане была вовлечена в борьбу за её утверждение и укрепление. Позднее, в письме ЦК ВКП(б), ЦИК и Совнаркому Азербайджанской ССР, отправленному летом 1921 года курдами Котурлинского района Азербайджана, отмечалось:
Мы, курды, свободные и близкие по природе к Советской власти, сегодня впервые обнимаем свою мать — власть рабочих и крестьян… Сегодня, сбросив оковы, мы протягиваем руку братскому Азербайджану и обращаемся к Красной Армии, вливая в её ряды славную красную курдскую кавалерию, которая всегда неразлучно будет рядом с ней.
В апреле 1921 года из числа минкендских курдов при Наркомвоенморе Азербайджанской ССР был образован отряд особого назначения для борьбы с дашнаками.

### Советский и постсоветский периоды
7 июля 1923 года было принято решение «образовать автономный Курдистан, центр и границы которого определены при установлении границ автономного Нагорного Карабаха». 16 июля указом ЦИК Азербайджанской ССР был образован Курдистанский уезд, известный также как Красный Курдистан (на территории нынешних Лачинского, Кельбаджарского и Кубатлинского районов). До этого момента ни в Закавказье, ни в Азербайджане это название не использовалось по отношению к району расселения курдов.
В 1929 году при переходе на окружное деление Курдистанский уезд был упразднён. Вместо него был образован Курдистанский округ с центром в Лачине, куда вошли Кельбаджарский, Кубатлинский, Котурлинский, Зангеланский и частично Джебраильский районы. Однако до 1960 года в Лачине на азербайджанском языке издавалась районная газета «Советский Курдистан». В 1937 году в рамках зачистки южных границ была проведена депортация в Среднюю Азию «неблагонадёжных» курдов из Закавказья, в том числе и из Азербайджана.
Некоторые этнические курды работали в органах государственной власти. Так, курдом про происхождению являлся писатель Сулейман Рагимов, который несколько раз избирался депутатом Верховного Совета Азербайджанской ССР (2-го, 4-го, 6-10 созывов). Ещё одним депутатом-курдом (10-го и 11 созывов) был Мирза Джаббаров.
В конце 1980-х — начале 1990-х между двумя закавказскими республиками Азербайджаном и Арменией возник острый территориальных конфликт вокруг Нагорного Карабаха. По мере нарастания напряжённости начинается исход армян из Азербайджана и азербайджанцев с курдами-мусульманами из Армении. По статистическим подсчётам Арифа Юнусова из Армении в Азербайджан бежали 18 тысяч курдов-мусульман. После распада СССР конфликт перерос в полномасштабные боевые действия, вышедшие за рамки упразднённой Нагорно-Карабахской АО и затронувшие примыкающие к ней районы, в том числе места c компактным проживанием курдов. В конце марта 1993 года армянские силы развернули наступление на Кельбаджар. В течение одной недели всё 60 тысячное население района, состоящее из курдов и азербайджанцев, вынуждено было покинуть свои дома.
В конце 1990-х годов ходили слухи о сотрудничестве азербайджанских властей с Рабочей партией Курдистана, ведущей вооружённую борьбу за создание независимого курдского государства на территории Турецкого Курдистана. 6 ноября 1998 года, выступая на пресс-конференции, экс-президент Эльчибей заявил, что тогдашний президент Гейдар Алиев, находясь на посту Председателя КГБ Азербайджанской ССР, был причастен (наряду с Евгением Примаковым и бывшим ответственным сотрудником ЦК КПСС Брутенцом) к созданию РПК. Сам он никаких доказательств не привёл. В том же году в Стамбульском аэропорту был арестован прибывший из Баку курьер РПК, при котором было найдено и конфисковано 1 миллион 250 тысяч долларов наличными. По сообщениям турецких СМИ данные деньги принадлежали турецким бизнесменам, оказывавших поддержку РПК. Более того, среди турецких студентов, обучавшихся в Баку, была выявлена группа сторонников РПК, распространявшей значки с изображением лидера РПК Абдуллы Оджалана. Арестованный Оджалан в июне 1999 года на судебном заседании в Турции заявил: «РПК имеет в Азербайджане представительство и руководящие работники в этой стране оказывают нам финансовую помощь». Спустя месяц, член руководства курдского движения Хошнав Сипан в интервью газете Коммерсантъ сказал, что Гейдар Алиев вёл переговоры с РПК «в начале 1993 года, когда Алиев возглавлял верховный совет Нахичевани. Он тогда принял трёх представителей руководства РПК и обсуждал с ними вопросы сотрудничества. Были у нас контакты и с его соперником Эльчибеем».

## Численность и расселение

### Численность
До советизации существовала путаница в вопросе о численности азербайджанских курдов. По определению Аверьянова численность курдов в Елизаветпольской губернии к концу XIX века составляла 35-40 тысяч. Полковник Карцев, основываясь на данных Закавказского статистического комитета, приводил цифру в 34,161 курда. По данным 1886 года они составляли 4,68 % населения Елизаветпольской губернии.
Перепись 1897 года зафиксировала в Елизаветпольской губернии 3,042 курда, говорящего на курдском языке. Энциклопедический словарь Брокгауза и Ефрона, издававшийся в конце XIX — начале XX веков, сообщает, что они составляли 0,56 % Нахичеванского уезда, а в Арешском уезде их числилось 359 человек.
По информации А. Дирра, приведённой в Кавказском календаре на 1910 год, в уездах Елизаветпольской губернии им насчитано 52 тысячи курдов. По материалам Кавказского календаря за 1917 год, в основе которых лежали данные уездной администрации, в Елизаветпольской губернии исчислялось 3,802, а в Бакинской губернии — 501 курд-мусульманин.
По переписи Азербайджана 1921 года курдов среди сельского населения республики насчитывалось 29,741 человек (2,2 % от всего населения): 14,682 — в Джеванширском и 13,994 — в Кубатлинском, 571 — в Карягинском, 413 — в Агдашском и 81 человек — в Шушинском уездах. По переписи 1931 года, проведённого Народным комиссариатом просвещения, в Лачинском районе было 2,812 курдов, а в Кельбаджарском их значилось 1619 человек. Экспедиция, проведённая в том же году в районах бывшего Курдистанского уезда, показала, что в Лачинском районе количество курдов с родным языком составляло 3,322, а в Кельбаджарском — 2,065 человек.
Динамика численности курдского населения в Азербайджане по переписям
| 1926   | 1939 | 1959 | 1970 | 1979 | 1989   | 1999   | 2009 |
| ------ | ---- | ---- | ---- | ---- | ------ | ------ | ---- |
| 41,193 | 6005 | 1487 | 5488 | 5676 | 12,226 | 13,100 | 6100 |

### Расселение
Существуют сведения о курдах, населявших во второй половине XIX века Арешский, Джебраильский, Джеванширский и Зангезурский уезды Елизаветпольской губернии.
В Азербайджане в советский период курды жили в основном в Зангеланском, Кельбаджарском, Кубатлинском и Лачинском районах, а также в Нахичеванской АССР. По состоянию на 1931 год в Лачинском районе существовало 11 курдских селений: Агджакенд, Аг-Булах, Бозлу, Зерти, Калача, Камаллы, Каракешиш, Минкенд, Черахлы, Шейланлы и два его небольших отселка — Катос-бина и Чайбина, являвшиеся продолжением друг друга; в Кельбаджарском районе шесть селений — Агджакенд, Зайлик, Оруджлу, Союх-Булах, Халанлы и Шуртан.
Во время Первой карабахской войны курды, как и азербайджанцы, превратились во внутренне перемещённых лиц. По мере стабилизации внутриполитической ситуации в Азербайджане они переехали в равнинный Карабах, в основном в Агджабединский район, где расселились почти 80 % курдов.
В Нахичеванской автономии до апреля 1920 года курды не проживали компактно. Во время армяно-азербайджанских столкновений и разгула дашнакских отрядов Дро они вынуждены были бежать в Персию и Турцию. Массово вернувшись из-за Арарата, курды в 1926 году стали заселять район станции Араздаян в Шаруро-Сталинском районе. Курдский массив сосредоточился на землях и отсёлках, относившихся в своё время к селению Садарак.
К 1931 году в районе ст. Араздаян имелись 7 курдских селений, которые располагались вокруг Садарака, в районе от границ железнодорожной линии Джульфа — Баку до реки Аракс: Кара-Бурун, Яных, Коркмас, Гялаван, Махмудкенд, Водокачка и Кыгач. Все эти населённые пункты представляли собой родовые посёлки, носившие название по имени рода: Кара-Бурун и Яных называются Шавлики, Коркмас — Бануки, Кыгач — Башки, а населённые родом Гарики селения Гялаван, Махмудкенд и Водокачка — соответственно Гарики. К числу курдских селений Нахичеванской автономии также относился Деракенд. В 1960-х годах курды ещё проживали в автономии, в основном в Шарурском районе и в районе станции Араздаян.

## Общие сведения
Azerbaycan ü gelə kurd,

Du biraye, du hemyare.

Warən wan bi kerğ-kerğ,

Ji züda kür birğndare.
Her kurd bona Azerbaycan,

Qurban dibe bi dil ü can.

Veke dğrok, bixwğn, bizan,

Va rastğye, ne fikare.
Bo her du gel rojzən teng bü,

Li warən wan pir-pir ceng bü.

Hawar! Hawar! — Usa deng bü,

Dğtin du gel pir feryare.
Dilə biran tijğ jane,

Yektğ bo wan wek loqmane.

Pir gotğye Şamğl, zane:

-Rğya yektğ rast bijare.

### Этническая структура
Курды Азербайджана не сохранили в памяти свою племенную принадлежность. При вопросе о родовой или племенной принадлежности предков, который задавался во время экспедиций курдологом Т. Ф. Аристовой, старики отвечали аджам, а в двух других — бабаялы, фарыхкянли и шахсуварли. По её мнению последние три названия отражали не родоплеменную, а территориальную принадлежность, поскольку фарыхкянли и шахсуварли являлись названиями сельских обществ с курдскими селениями.
На основе данных 1920 — начала 1930-х годов, ею приведён список расселения курдов в селениях по их родовым названиям:
| Район          | Селение                                                                         | Названия основных курдских родов |
| Кельбаджарский | Шуртан Союхбулах Зейлик Агджакенд Оруджлу Халанлы                               | Нагылы, Гютды Гусейн Кулиляр, Колиляр, Кулюклю — Нежикли, Али Рзали, Мирикли, Кечерели Караханлар, Гусейнлар, Манллар, Тешадиллар Эллязлар, Шукюрлак                                                                              |
| Лачинский      | Зерты Минкенд Бозлу Камаллы Калача Чераклы Агджакенд Каракешиш Агбулах Шейланлы | Фарто, Алаверды Шахсуварли, Таруллу (Шахвердиляр), Мамеллы Шерафлы, Кравлы Шерафлы Нет данных Лезги, Мири, Кючери Сафи Кули, Агалиоглы (Исмаилляр, Гараллар, Набеляр, Асадляр, Худеляр) Исаханлар, Мамедлилар, Шафиклар, Чичеклар |

### Религия
Азербайджанские курды исповедуют ислам шиитского толка. По данным на 1886 год 97 % всех курдов в пределах нынешнего Азербайджана являлись шиитами, 2 % — суннитами, 1 % — али-илахи.
В курдских селениях Закавказья не было мечетей, и в Азербайджане верующие курды ходили молиться в азербайджанские мечети. Наличие, кроме собственно курдских, азербайджано-курдских кладбищ также связано с общей религиозной принадлежностью двух народов. Более того, уже в советский период в Азербайджане курды хоронили односельчанина на азербайджанском кладбище и ставили такое же надгробие, как и азербайджанцы.

### Язык
Курды Азербайджана разговаривают на курдском и азербайджанском языках. Они называют свой язык курманджи и среди них распространено его северо-западное наречие. Для азербайджанских курдов характерно то, что они говорят преимущественно, даже в узком семейном кругу, на азербайджанском. По статистическому обследованию 1886 года курды Арешского уезда были записаны курдами, но их домашним языком был азербайджанский язык. Часть курдского населения Джебраильского уезда (5,5 тыс. человек) в семье говорила по-курдски, часть — по-азербайджански. По данным переписи 1926 года в Курдистанском уезде проживало 37,2 тысячи курдов, но считавших курдский язык родным было всего лишь 3,1 тысяча человек (8,3 %).
В ходе экспедиции 1931 года, организованной Народным комиссариатом по просвещению Азербайджанской ССР и АГНИИ, удалось выяснить, что в Лачинском районе на курдском языке полностью разговаривали жители населённых пунктов Агджакенд, Бозлу, Зерти, Калача, Камаллы, Каракешиш, Катосбина, Чайбина, Черахлы и Шейланлы. Население селения Минкенд составляли курды и азербайджанцы общей численность 1355 человек (азербайджанцев числилось 594 человека), но владеющих курдским исчислялось в количестве 761 человека. Два других населённых пункта — Кара-Каха и Мирик населяли азербайджанцы, но в Кара-Каха обнаружилось 5 человек, которые едва помнили курдский язык, а в Мирике его знал 31 старик.
По результатам той же экспедиции узнаём, что в Кельбаджарском районе по-курдски полностью говорили в селениях Агджакенд, Зайлик, Оруджлу, Союх-Булах, Халанлы и Шуртан. В селении Татлар курдский язык помнили представили рода Шаналы; из 6 родов селения Черахкенд курдским был род Чоруллу из селения Мирик, 20 представителей которого помнили курдский язык. Таким образом, общее количество курдов с родным языком в Лачинском районе составляло 3,322, а в Кельбаджарском — 2,065 человек.
На развитие азербайджано-курдского двуязычия также оказали влияние частые смешанные браки курдов Азербайджана с азербайджанками, способствовавшее этническому сближению двух народов. Приходя в курдскую семью, азербайджанки порой выучивали курдский язык, хотя обычно продолжали говорить на своём родном. Сами курды отмечали, что, вступая в брак с азербайджанками, мужчины начинали нередко забывать свой язык, а дети также не всегда знали курдский.
После советизации Азербайджана, на курдский язык были переведены школы I ступени и ликпункты, изданы три учебника на курдском языке; для курдов Закавказья принят алфавит на латинской графике. Вместе с тем, эти мероприятия встречали негодование со стороны мусаватской эмиграции. Так, в журнале «Бильдириш» за 1931 год говорилось: «Для курдов численностью не более 6-10 тысяч человек, не знающих никакого языка, помимо тюркского (то есть азербайджанского) были созданы язык, отдельный шрифт, школа, культура и т. д.». Перепись 1999 года показала, что лишь 48,9 % курдов отметили в качестве родного языка курдский.

### Антропологический тип
Антропологически курды относятся к каспийскому типу европеоидной расы. В. В. Бунак, рассмотрев их, отмечал, что «антропологически эта группа представляет собой лишь незначительный вариант аракского или эльбруского типов» каспийской расы. В. М. Сысоев, совершивший в 1924—1925 годах поездку в Курдистанский уезд, дал описание курдов, проживавших в селении Минкенд:
Лица у курдов довольно длинные и узкие, носы большие, но тонкие. На голове волосы на середине пробриты, как у персов, но только не во всю голову, а лба немного дальше макушки; сзади не пробрито. Глаза часто большие... Волосы — чёрные, но не очень; встречаются и белокурые, но редко.

### Культура и образование
В 1930-х годах у курдов Азербайджана (селение Агджакенд Кельбаджарского района) действовал кукольный народный театр (килим-арасы). В 1933 году в Лачине был открыт Курдский педагогический техникум. В 1937 году в Баку был издан сборник стихов на курдском языке Мусеиба Ахундова.
В настоящее время при Республиканском Фонде культуры функционирует курдский национально-культурный центр «Ронаи», эпизодически издаётся газета «Данге Курд» («Голос Курда»). В 2003 году приказом Министерства образования Азербайджана были утверждены учебные программы для 1-4-го классов средней школы по нескольким языкам народов Азербайджана, в том числе и по курдскому.
В Азербайджане на курдском печаталась газета Дипломат{.

### Видеоматериалы
- Репортаж о курдах Азербайджана
- 1992 год. Лачын